# Hymn Togo
Salut à toi, pays de nos aïeux (Pozdrawiamy ciebie, kraju naszych pradziadów) to hymn państwowy Togo. Został przyjęty w roku 1991 i był używany także w latach 1960–1979. Muzykę i słowa napisał Alex-Casimir Dosseh-Anyron.

## Oficjalne słowa francuskie
Salut à toi pays de nos aïeux,
Toi que les rendait forts,
Paisibles et joyeux,
Cultivant vertu, vaillance,
Pour la prospérité
Que viennent les tyrans,
Ton cœur soupire vers la liberté,
Togo debout, luttons sans défaillance,
Vainquons ou mourrons,mais dans la dignité,
Grand Dieu, toi seul nous a exaltés,
Du Togo pour la prospérité,
Togolais viens, bâtissons la cité.
Dans l’unité nous voulons te servir,
C’est bien là de nos cœurs,le plus ardent désir,
Clamons fort notre devise,
Que rien ne peut ternir.
Seul artisan de ton bonheur, ainsi que de ton avenir,
brisons partout les chaînes de la traîtrise,
Et nous te jurons toujours fidélité,
Et aimer servir, se dépasser,
Faire encore de toi sans nous lasser,
Togo chéri, l’or de l’humanité.
Salut, Salut à l'Univers entier
Unissons nos efforts sur l'immense chantier
D'où naîtra toute nouvelle
La Grande Humanité
Partout au lieu de la misère, apportons la félicité.
Chassons du monde la haine rebelle
Finis l'esclavage et la Captivité
A l'étoile de la liberté,
Renouons la solidarité
Des Nations dans la fraternité

## Polskie tłumaczenie
Bądź pozdrowiony, kraju naszych przodków,
Który darowałeś ich szczęściem, pokojem i siłą,
Ludzi, którzy dla przyszłych pokoleń zachowali cnotę i dzielność.
Nawet jeśli tyrani nadejdą, twe serce tęskni za wolnością!
Togo, powstań! Pozwól nam walczyć bez zachwiania.
Zwycięstwo lub śmierć, lecz z godnością.
Boże wszechmocny, ty sam pozwoliłeś Togo żyć w dostatku.
Ludu Togo, powstań! Zbudujmy naród.
Najbardziej palącym pragnieniem naszych serc jest służyć ci w jedności.
Wykrzyczmy nasze motto,
Którego nic nie może splamić,
My, jedyni budowniczy twego szczęścia i twej przyszłości,
Rozbijmy wszędzie kajdany i zdradę,
I przysięgamy ci, że z pomocą naszej wiary, miłości, oddania i niezmożonej gorliwości,
Uczynimy cię, o ukochane Togo, złotym przykładem dla ludzkości.